# Заграничный, Ник
Ник (Николай) Заграничный (ивр. ניק זגרניצ'ני‎; 21 ноября 1969, Житомир, Украинская ССР, СССР) — израильский борец греко-римского стиля, призёр чемпионата Европы, участник Олимпийских игр.

## Спортивная карьера
Родился в Житомире, там начал заниматься борьбой. По национальности — еврей. В начале 1991 года он совершил алию (эмигрировал в Израиль из Украины). Его спортивным клубом был «Хапоэль» в Тель-Авиве. В сентябре 1991 года Заграничный занял 8 место на чемпионате мира в болгарской Варне.
Он представлял Израиль на летних Олимпийских играх 1992 года в возрасте 22 лет в Барселоне в наилегчайшем весе (до 48 кг). В первом раунде он победил Омера Эльмаса из Турции, во втором раунде Заграничный проиграл Марку Фуллеру из США, а в третьем раунде он потерпел поражение от Уилбера Санчеса из Кубы, который стал бронзовым призёром. В итоге он занял 11-е место. Когда он участвовал на Олимпийских играх, Заграничный был ростом 162 см и весил 52 кг.
В январе 1993 года на чемпионате Европы в Стамбуле в весовой категории до 48 кг, уступив в финале россиянину Зафару Гулиеву, Заграничный завоевал серебряную медаль. В апреле 1994 года на чемпионате Европы в Афинах в весовой категории до 48 кг занял 11 место. В сентябре 1994 на чемпионате мира в весовой категории до 48 кг занял 11-е место.
В апреле 1995 года на чемпионате Европы во французском Безансоне он занял 14-е место, а в октябре того же года на чемпионате мира в весовой категории до 52 кг он занял 22 место. На чемпионате Европы в марте 1996 года в Будапеште в весовой категории 48 кг он занял 7-е место. В сентябре 1997 года в польском Вроцлаве на чемпионате мира занял 25 место.
После окончания спортивной карьеры перебрался в США.

## Спортивные результаты
- Чемпионат мира по борьбе 1991 — 8;
- Олимпийские игры 1992 — 11;
- Чемпионат Европы по борьбе 1993 — ;
- Чемпионат Европы по борьбе 1994 — 11;
- Чемпионат мира по борьбе 1994 — 11;
- Чемпионат Европы по борьбе 1995 — 14;
- Чемпионат мира по борьбе 1995 — 22;
- Чемпионат Европы по борьбе 1996 — 7;
- Чемпионат мира по борьбе 1997 — 25;